# Martin Davis
Pour les articles homonymes, voir Davis.
Martin Davis, né le 8 mars 1928 à New York et mort le 1er janvier 2023 à Berkeley, est un mathématicien américain connu pour ses travaux sur le dixième problème de Hilbert. 

## Biographie
Les parents de Martin Davis se sont rencontrés à Łódź, en Pologne. Ils se sont mariés à New York, où ils se sont de nouveau rencontrés après s'être perdu de vue. Martin Davis a grandi dans le Bronx, puis a fait des études encouragé par ses parents.
Il a obtenu son doctorat de l'université de Princeton en 1950, sous la direction d'Alonzo Church. Il est professeur émérite de l'université de New York. Il est co-inventeur des algorithmes de Davis-Putnam et DPLL. Il est coauteur, avec Ron Sigal et Elaine Weyuker (en), de l'article Computability, Complexity, and Languages, Second Edition: Fundamentals of Theoretical Computer Science (Calculabilité, complexité et langages, seconde édition : Les fondements de l'informatique théorique), un livre sur la théorie de la calculabilité. Il est aussi connu pour son modèle de machines Post-Turing (en).

## Publications
- (en) Martin Davis (dir.), The Undecidable : Basic Papers on Undecidable Propositions, Unsolvable Problems, and Computable Functions, Dover Publication, 1965Recueil de textes